# Éric Molinié
Pour les articles homonymes, voir Molinié.
 (juin 2020).
Si vous disposez d'ouvrages ou d'articles de référence ou si vous connaissez des sites web de qualité traitant du thème abordé ici, merci de compléter l'article en donnant les références utiles à sa vérifiabilité et en les liant à la section « Notes et références ».
Éric Molinié, né le 30 novembre 1960 dans le 16e arrondissement de Paris où il est mort le 21 décembre 2022, est une personnalité française du monde associatif et du monde de l'entreprise. Il est secrétaire général de Dalkia, entreprise du groupe EDF. Il est également président de la Commission éthique et déontologie du groupe EDF.

## Biographie
Atteint de myopathie, il étudie au lycée Hoche à Versailles, mais cet établissement lui refuse l'admission en classes préparatoires en raison de son handicap, ce qui le contraint à choisir l’établissement privé voisin, Sainte-Geneviève, et lui permet d'être admis à l'École des hautes études commerciales de Paris (HEC). En 1988, il a été élu « HEC de l'année » pour son action en faveur du Téléthon au sein de l'AFM-Téléthon, dont il a rejoint le conseil d'administration en en 1989 en tant que trésorier adjoint, puis trésorier de 1991 à 1998.
Éric Molinié a été conseiller du Président d'EDF sur le handicap, puis sur les questions économiques, et directeur adjoint du développement durable du groupe EDF. À ce titre, il a remis au gouvernement en juin 2013 avec deux autres co-rapporteurs 20 propositions pour renforcer la démarche de responsabilité sociale des entreprises (RSE) en France.
Il a également été membre du collège, vice-président puis président de la Haute Autorité de lutte contre les discriminations et pour l'égalité (HALDE) d'avril 2010 à avril 2011. Il fut également vice-président de l’Association des paralysés de France (APF) et président de l’Association française contre les myopathies (AFM- Téléthon).
Membre à deux reprises de la section des affaires sociales du Conseil économique, social et environnemental (CESE), il a été rapporteur d'une Étude sur l'hôpital public en France. Il a été également membre de la commission Larcher sur les missions de l'hôpital d'octobre 2007 à avril 2008.
Lors de la nomination au gouvernement, le 14 novembre 2010, de Jeannette Bougrab, présidente de la HALDE, il a été désigné président par intérim. Il a ensuite été confirmé à ces fonctions par le président de la République, le 10 décembre 2010. Il a reçu en 2005 le prix Guy Crescent pour son action en faveur des personnes handicapées.
Il a été président du SAMU social de Paris du 12 octobre 2011 au 7 octobre 2013.
Le 4 mai 2016, il publie un livre-témoignage sur ses différents engagements associatifs et publics : Vivant !, aux Éditions Odile Jacob.
Il est membre du conseil d'administration d'ATD Quart Monde France depuis 2016.
En 2018, il est secrétaire général de Dalkia et l'une des rares personnes handicapées à un haut poste dans les entreprises françaises. Il estime que « les stéréotypes sont le principal frein à l’intégration des personnes handicapées ».
Il meurt le 21 décembre 2022.

## Opinions
Éric Molinié déplore un retard de la France « en matière d’accessibilité des bâtiments accueillant du public, et des moyens de transport. La plupart des lieux publics ne sont pas accessibles. Dans 80 % des cas, c’est parce qu’il y a une marche. Une seule. C’est le cas de la moitié des commerces » de même que dans le domaine des transports aériens : « Roissy est le seul aéroport où, chaque fois que je rentre, je dois attendre une heure à une heure et demie pour récupérer mon fauteuil. Et, à chaque fois, il est cassé. A Cracovie, Beyrouth, Pékin, ou ailleurs, c’est impeccable. A Rome, à peine descendu de l’avion, je retrouve mon fauteuil avec les autres bagages. »

## Décorations
- Chevalier de la Légion d'honneur
- Officier de l'ordre national du Mérite Il est promu officier par décret du 14 novembre 2011[8]. Il était chevalier depuis le 13 septembre 1999.

### Presse
- Portrait dans Les Échos du 21 décembre 2022